# Pöhl (Geländeform)
Ein Pöhl ist eine für das Vogtland typische bewaldete Kuppe, deren Entstehung auf vulkanische Vorgänge während des Devons zurückzuführen ist. Pöhle bestehen aus sehr flachgründigen Böden und meist aus Diabasgesteinen, die aus den devonischen Basalten hervorgingen.